# شخصیت مکمل

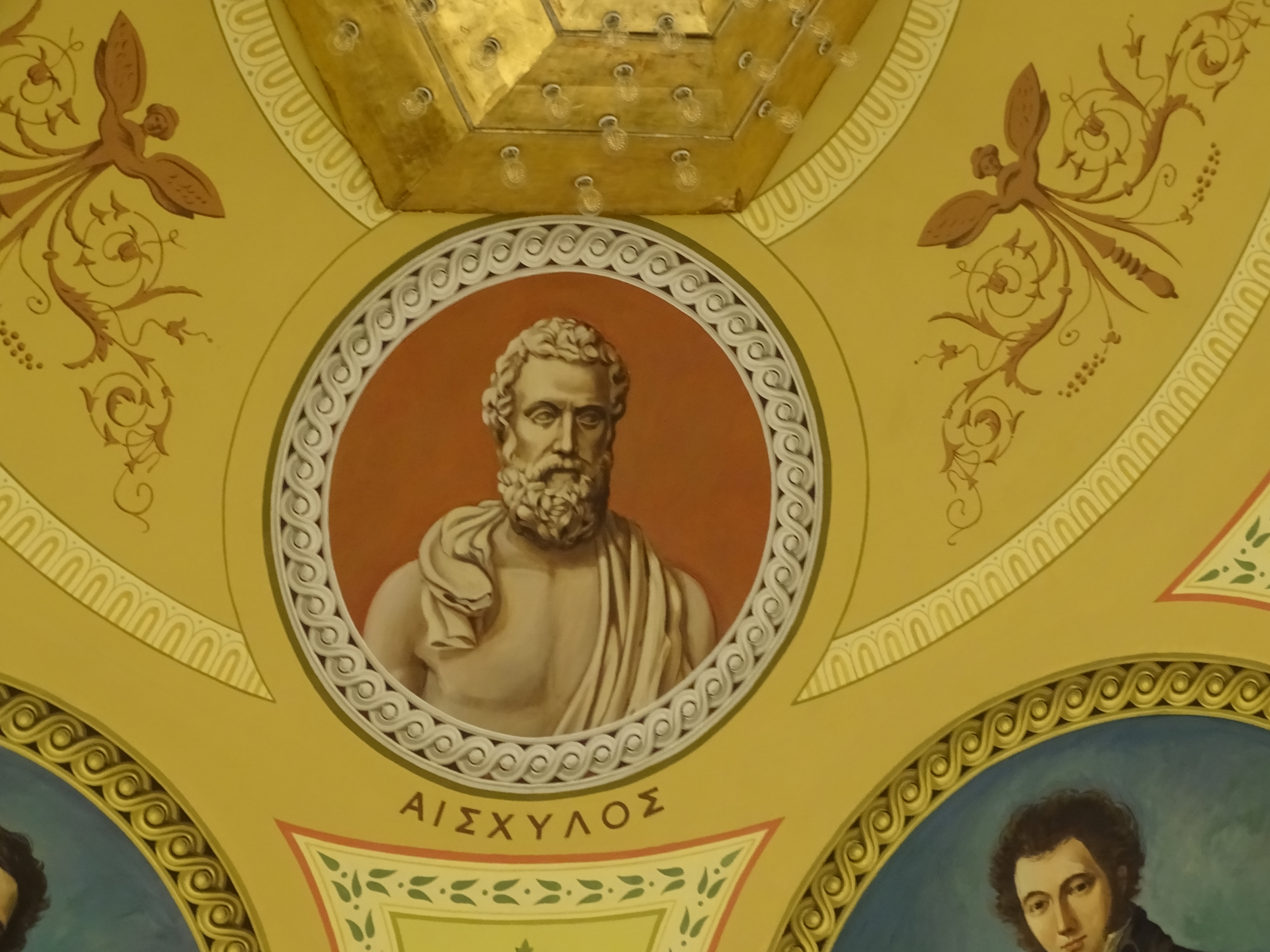
اِسخیلوس در سقف تئاتر آپولو، سیروس

شخصیت مکمل (انگلیسی: Deuteragonist) یا نقش مکمل یا دوتراگونیست (یونان باستان δευτεραγωνιστής «بازیگر دوم») در ادبیات، بازیگر دوم یا شخصیت اصلی ثانویه، دومین شخصیت روایی مهم، بعد از شخصیت اول است. شخصیت مکمل اغلب به‌عنوان یک همراه ثابت با قهرمان یا کسی که به قهرمان کمک می‌کند عمل می‌کند. شخصیت مکمل ممکن است حامی و مخالف قهرمان باشد.